# Hedi Slimane
Hedi Slimane (pronunciación en francés: /eˈdi sliˈman/ ; nacido el 5 de julio de 1968) es un fotógrafo y modisto francés. Ocupó el cargo de director creativo de Dior Homme (línea de moda masculina de Christian Dior). Fue director creativo de Yves Saint Laurent  entre 2012 y 2016. Desde febrero de 2018, Slimane fue el director creativo, artístico y de imagen de Celine, hasta abandonar la firma en octubre de 2024.
En noviembre de 2018, Hedi Slimane encabezó el listado anual de Vanity Fair de los "50 franceses más influyentes del mundo".

## Primeros años
Slimane nació en el distrito 19 de París, hijo de padre tunecino, contador, y madre italiana, modista. Dos de sus tíos eran sastres. En su juventud, él y su madre hacían ropa juntos; Slimane esbozaba diseños, ambos compraban telas y accesorios , y su madre los cortaba y cosía. Consideró que realizar una carrera en la industria de la moda era demasiado competitivo así que estudió Ciencias Políticas y siguió una carrera en Periodismo. A los 11 años descubrió la fotografía, recibió su primera cámara y aprendió a imprimir en blanco y negro en el cuarto oscuro. Estudió Historia del Arte en la École du Louvre y completó sus estudios de sastrería en una casa de diseño para hombres.

## Moda
Slimane no tiene estudios formales en moda. Al principio de su carrera trabajó para el diseñador José Lévy, y de 1992 a 1995 fue asistente del consultor de moda y agente de prensa Jean-Jacques Picart para el centenario del proyecto "Monogram canvas " de Louis Vuitton . El proyecto invitó a siete diseñadores de moda para reinterpretar el lienzo del monograma en celebración de su longevidad: Azzedine Alaia, Helmut Lang, Sybilla, Manolo Blahnik, Isaac Mizrahi, Romeo Gigli y Vivienne Westwood, .
Picart le presentó Slimane a Pierre Bergé, quien buscaba a un diseñador de ropa masculina para Yves Saint Laurent . Para sorpresa de Slimane, Pierre Bergé lo contrató en 1996 como director de las colecciones masculinas de prêt-à-porter de la casa, en la que más tarde se convertiría en director artístico. Slimane expresó una gran admiración por Yves Saint Laurent, pero no estaba interesado en rendir homenaje al legendario diseñador, sino que estaba más interesado en capturar el "espíritu" y la "mística" de él. Cuando Slimane comenzó, solo había unos cuantos diseños para hombres, los que databan de los primeros años del Sr. Saint Laurent. Slimane creó una nueva línea basada en estas piezas icónicas que estaba infundidas de misterio, seducción y un elemento subversivo. También desafió los roles de género, tal como lo había hecho anteriormente el Sr. Saint Laurent. Slimane expresó que "todo lo que hago está basado en la seducción". Un informe describe el atractivo sexual de sus diseños como "no basado en adornos exagerados... más bien, proviene de los mismos principios honestos que siempre han impulsado la moda: corte, proporción y silueta". Los diseños de Slimane catapultaron las ventas y aumentaron su disponibilidad en las boutiques de todo el mundo.
Después de la colección Black Tie para el otoño-invierno 2000-01, que presagiaba el advenimiento de la silueta de Slimane y los debuts de "skinny", decidió dejar YSL, rechazó la oferta de dirección creativa en Jil Sander y aceptó el puesto de director creativo de moda masculina en Christian Dior . En junio de 2001, encabezó el lanzamiento de la primera fragancia de Dior Homme bajo su control creativo, llamada Higher. Slimane diseñó el empaque y trabajó con Richard Avedon en la campaña publicitaria que lo acompaña. En abril de 2002, Hedi Slimane fue el primer diseñador de moda masculina en recibir el premio CFDA al Diseñador Internacional. David Bowie, a quien Hedi Slimane vistió para sus giras, le entregó el galardón.
En alguna medida, gracias a Slimane el negocio de Dior, que incluye alta costura, prêt-à-porter y accesorios, aumentó el volumen y las ganancias en un 41 por ciento en 2002. Brad Pitt solicitó a Slimane que creara su traje de boda para su matrimonio con Jennifer Aniston. Aunque nunca diseñó una colección de ropa de mujer, vistió a celebridades como Madonna y Nicole Kidman durante su mandato en Dior. Además, creó ropa de escenario para grupos como The Libertines, Daft Punk, Franz Ferdinand y The Kills, y artistas como Mick Jagger, Beck y Jack White .
Slimane encargó bandas sonoras originales para sus desfiles de Dior Homme, creadas por artistas como Beck, Readymade FC (Jean-Philippe Verdin) y bandas como Phoenix, The Rakes y Razorlight . El tema "In the Morning" fue compuesto por Razorlight exclusivamente para el desfile Dior Homme. Slimane era conocido por trabajar con artistas de vanguardia emergentes. Readymade FC compuso "F Me" (2001–02) y el legendario "Flexion" (2002–03). These New Puritans, compuso "Navigate, Navigate" para el último desfile de Dior Homme en enero de 2007. Slimane se hizo conocido por redefinir la silueta masculina, ampliamente recreada en la moda y la publicidad (moda y fragancias).
En julio de 2007, Slimane decidió no renovar su contrato en Dior Homme . La casa de moda discutió el financiamiento de la propia marca de Slimane, pero las discusiones fracasaron. Slimane escribió en su sitio web que no quería perder el control de su nombre y la gestión de su propia marca, por lo que regresó a la fotografía de moda y los retratos.
En marzo de 2011, tras el despido de John Galliano de Dior, Slimane se hizo con el puesto de nuevo director creativo de Dior. En marzo de 2012, Yves Saint Laurent y su empresa matriz, PPR, declararon oficialmente que Slimane sustituiría a Stefano Pilati como director creativo de Yves Saint Laurent, tras la marcha de este último, quien ocupó dicho cargo durante casi ocho años. Instaló su estudio creativo en Los Ángeles, en lugar de la sede parisina de la marca. En abril de 2016, Slimane fue sucedido por Anthony Vaccarello como director creativo de Yves Saint Laurent.
En enero de 2018, LVMH anunció que Slimane asumiría el papel de director creativo en Céline. Siguiendo la dirección del cambio de marca, Slimane eliminó la tilde de Céline, convirtiéndolo en Celine .
En abril de 2018, Slimane ganó más de 8 millones de euros en una demanda contra Kering SA después de que le pagaran solo 667.000 euros en lugar de 10 millones de euros por su pacto de no concurrencia .
En enero de 2019, Slimane presentó su primer desfile de moda masculina para Celine.
El 26 de junio de 2022, Slimane mostró su colección primavera/verano 2023 para Celine en el Palais de Tokyo, el mismo lugar donde presentó su colección otoño/invierno para Dior Homme veinte años antes. Las notas publicadas que acompañan al programa lo citan diciendo: "quería rendir homenaje a la institución y recordar este momento en reforma de la moda masculina". El espectáculo mostró su "visión estética implacable que se define por la fusión del alto lujo del atelier de Celine y una sensibilidad rebelde y de rock and roll".

## Arte y fotografía
En 2000, la revista Visionaire, una publicación trimestral de Nueva York que encarga proyectos de publicación sobre moda, le pidió a Slimane que editara su siguiente publicación. La propuesta de Slimane sobre su propia visión de París como ciudad del futuro fue publicada en una edición de 6.000 ejemplares y con un precio de 175 dólares, y con la participación de 29 artistas, fotógrafos, arquitectos, músicos y diseñadores gráficos y de sitios web.
Inmediatamente después de dejar Yves Saint Laurent, Slimane se mudó a Berlín, donde, por invitación del curador Klaus Biesenbach, tomó una residencia en el Instituto de Arte Contemporáneo Kunst-Werke entre 2000 y 2002. Berlín, una selección de fotografías en blanco y negro publicadas por Editions 7L/Steidl con Karl Lagerfeld y Steidl en 2002, fue el primer libro de Slimane que documentó la escena de Berlín. Stage, publicado por Steidl en 2004, es su segundo libro publicado sobre el revival del rock y la generación 2.0. En 2004, Slimane creó la portada del álbum Alphabetical de la banda Phoenix .
London Birth of a Cult, publicado por Steidl en 2005, describía la vida cotidiana de una estrella de rock británica joven y desconocida, Pete Doherty . Pete Doherty estaba rodeado de The Paddingtons y sus fans, simbolizando la nueva generación del punk rock londinense. El libro presagiaba el proyecto sobre "Londres". Slimane propuso "Londres" al diario francés Libération . El número de Londres, publicado en mayo de 2005, marcó el comienzo del embate británico y su adopción por parte de una nueva generación de fans franceses. El 5 de julio de 2005, Slimane celebró su cumpleaños en el club Tryptique de París, donde Doherty subió al escenario por sorpresa y cantó Happy Birthday. También actuaron The Paddingtons y The Others .
En mayo de 2006, Hedi Slimane creó el blog fotográfico Hedi Slimane Diary. El creó su Rock Diary en 2004, en colaboración con el periodista británico de NME, Alex Needham. Además, realizó reportajes para revistas como Vogue Francia, VMAN y Purple .
Cuando Slimane se fue a Estados Unidos y se instaló en Los Ángeles en 2007, California se convirtió en el tema de muchas de sus imágenes y más tarde en el tema de varias exposiciones.
En 2011, curó "Myths and Legends of Los Angeles", una exposición colectiva de artistas californianos, entre los cuales se encontraban John Baldessari, Ed Ruscha, Chris Burden, Sterling Ruby, Mark Hagen y Patrick Hill en la Galería Almine Rech en París y Bruselas. Su trabajo se mostró en 2011 en el MOCA, donde Slimane presentó una instalación fotográfica que mostraba un archivo de imágenes de su período californiano. La exposición, titulada "California Song", fue creada de manera cinemática, acompañada de una banda sonora del grupo musical No Age. No Age actuó en la noche de apertura el 11 de noviembre de 2011, atrayendo una asistencia récord de más de 2000 personas para el MOCA. La actuación de la noche de apertura se convirtió en el tema de un documental de Slimane y Commonwealth. Christopher Owens, el cantante de Girls, fue la figura principal de "California Song". Se vieron vallas publicitarias digitales en las calles de Los Ángeles mostrando la exposición MOCA.
Encargado para el primer número de 2011 de Garage, una revista creada por Dasha Zhukova, Slimane diseñó una de las tres versiones de las portadas de la publicación. Su fotografía mostraba la mitad inferior desnuda de la modelo Shauna Taylor, de 23 años, cuya entrepierna está cubierta por una calcomanía de mariposa verde creada por Damien Hirst . La pegatina se despega (inspirada en la carátula del álbum Velvet Underground de Andy Warhol ) para revelar un tatuaje de mariposa, también del diseño de Hirst.

## Exposiciones
- 2004 – Berlín en Kunstwerke, Berlín
- 2004 – Berlín en MOMA/PS1, Nueva York
- 2004 – Berlín en Koyanagi Gallery, Tokio
- 2004 – Stage en la Galería Almine Rech, París
- 2005 – Robert Mapplethorpe curada por Hedi Slimane, en la Galería Thaddeus Ropac, París
- 2005 – Exposición colectiva Thank You For The Music, Galería Spruth Magers, Múnich
- 2006 – As Tears Go By en Almine Rech Gallery, París
- 2006 – Exposición colectiva I Love My Scene curada por Jose Freire, Mary Boone Gallery, Nueva York
- 2006 – Portrait of A Performer en Galerie Gmurzynska, Zúrich
- 2007 – Costa Da Caparica en la Fundación Ellipse, Lisboa
- 2007 – Exposición colectiva Sweet Bird of Youth curada por Hedi Slimane en Arndt and Partner, Berlín
- 2007 – Young American en el Museo FOAM, Amsterdam
- 2007 – Perfect Stranger en la Galería Almine Rech, París
- 2008 – MUSAC Museo de Arte Contemporáneo, León, España
- 2011 – Fragments Americana en Almine Rech Gallery, Bruselas
- 2011 – Exposición colectiva California Dreamin, Myths and Legends of Los Angeles comisariada por Hedi Slimane, Almine Rech Gallery, París
- 2011 – Canción de California en MOCA, Los Ángeles
- 2014 – SONIC en la Fundación Pierre Bergé – Yves Saint Laurent, París